# 道頓堀人情
道頓堀人情（とんぼりにんじょう）は、若山かほるが作詞、山田年秋が作曲した楽曲。
1984年に鏡五郎のオリジナルアルバムに収録されたのが初出。その後1985年から1986年にかけて天童よしみ・姿憲子らレコード会社7社の競作となった。

## 発売した歌手
| ディスコグラフィー |          |                            |            |                |                                                        |
| アーティスト       | 形態     | レーベル                   | 規格番号   | リリース       | 備考                                                   |
| 鏡五郎             | シングル | キングレコード             | K07S-10078 | 1986年1月1日   | オリジナルアルバムからのシングルカット。 B面はカラオケ |
| 天童よしみ         | シングル | テイチクレコード           | RE-703     | 1985年12月16日 | B面「大阪そだち」                                      |
| 姿憲子             | シングル | 日本クラウン               | CWA-337    | 1985年         | B面「浪花の阿呆鳥」                                    |
| 平和ラッパ・日佐丸 | シングル | 日本コロムビア             | AH-715     | 1985年         | B面「人生は唄ごころ」                                  |
| 人長作             | シングル | RCA                        | RHS-231    | 1985年12月16日 | B面「雪ぼたる」                                        |
| 大江裕             | アルバム | 日本クラウン               | CRCN-20364 | 2010年4月7日   | 『演歌大将 大江裕〜日本列島 歌飛脚I』                  |
| 歌恋               | アルバム | ビクターエンタテインメント | VICL-63821 | 2011年11月23日 | 『カレンの「演歌がいっぱい3」』                        |
| 水城なつみ         | アルバム | キングレコード             | KICX-980   | 2016年5月25日  | 『ウタツグミ』                                         |
| 水田竜子           | アルバム | キングレコード             | KICX-1050  | 2018年2月7日   | 『旅うた VOL．5 デビュー25周年記念』                   |

## 天童よしみのシングル
1985年12月16日に、天童よしみのテイチクレコード移籍第一弾シングルとして発売された。
北は北海道から南は福岡県まで1か月で300件の営業をこなし、有線放送から徐々に人気を獲得した。
NHKの『NHK紅白歌合戦』では、2000年・第51回、2008年・第59回、2017年・第68回の計3回歌唱されている。
天童の「道頓堀人情」は2年で80万枚を売り上げた。

### 収録曲
- 両楽曲共に、編曲：山田年秋

1. 道頓堀人情 (4分34秒)
作詞：若山かほる／作曲：山田年秋
2. 大阪そだち (4分22秒)
作詞：水木れいじ／作曲：四方章人